# Kürşat Duymuş
Kürşat Duymuş (* 1. Februar 1979 in Muş) ist ein türkischer  Fußballspieler.

## Karriere

### Vereinskarriere
Kürşat Duymuş machte sein Debüt in einer Profiliga am 1. September 1996 beim damaligen Drittligisten Afyonkarahisarspor und spielte bis zum Saisonende bei weiteren sechs Begegnungen. Zum Sommer 1997 wechselte er zum Erstligisten Ankara Şekerspor und erhielt hier einen Profivertrag. Hier spielte er überwiegend für die Reservemannschaft und machte für das Profiteam lediglich zwei Ligaspiele.
Zum Saisonende verließ er diesen Verein und wechselte zum Zweitligisten Çaykur Rizespor. Hier schaffte er auf Anhieb den Sprung in die Stammformation. In seiner zweiten Saison bei Rizespor gelang ihm mit seiner Mannschaft der indirekte Aufstieg in die Süper Lig. In der Süper Lig war er eineinhalb Jahre für seinen Verein tätig, bis er für die Rückrunde der Spielzeit 2001/02 mit anschließender Kaufoption an Trabzonspor ausgeliehen wurde.
Nachdem er eine halbe Spielzeit für Trabzonspor tätig gewesen war, entschied sich dieser Verein, die Kaufoption nicht zu ziehen, und so kehrte Duymuş zum Saisonende zu Rizespor zurück. Dem Verein misslang der Klassenerhalt, sodass Duymuş wieder in der TFF 1. Lig tätig war. Zum Saisonende erreichte man hier die Vizemeisterschaft und damit den direkten Aufstieg in die Süper Lig. In den folgenden Spielzeiten konnte er seine Leistungen immer weiter steigern, sodass er 2004 zum Nationalspieler aufstieg.
2004/05 trainierte er bei Rizespor unter Rıza Çalımbay. Dieser übernahm in der laufenden Spielzeit Beşiktaş Istanbul und sorgte als eine seiner ersten Handlungen dafür, dass Duymuş zur neuen Spielzeit zu Beşiktaş wechselte.
Bereits einen Monat nach dieser Vertragsunterschrift wurde sein Vertrag aufgelöst und er wechselte zum Ligakonkurrenten Trabzonspor. Hier spielte er eine halbe Spielzeit und wechselte zum neuen Verein seines alten Förderers Çalımbays zu Ankaraspor. Bei diesem Verein spielte er ein Jahr lang und wechselte dann zu Kayseri Erciyesspor.
Zur nächsten Saison wechselte er mit Çalımbay zusammen zu seinem ehemaligen Verein Rizespor.
Nachdem er hier eineinhalb Spielzeiten tätig gewesen war, wechselte er im Februar 2009 zum Zweitligisten Kartalspor. Hier spielte er ein Jahr lang und wechselte dann im Frühjahr 2010 zum aserbaidschanischen Verein FK Baku.
Zum Sommer des gleichen Jahres kehrte er in die Türkei zurück und unterschrieb beim Zweitligisten Orduspor einen Zweijahresvertrag. Im ersten Jahr gelang ihm mit seiner Mannschaft der indirekte Aufstieg in die Süper Lig. Zum Saisonende wurde sein Vertrag nach gegenseitigem Einvernehmen aufgelöst.
So wechselte er zur anstehenden Spielzeit zum Zweitligisten Akhisar Belediyespor. Mit diesem Verein erreichte man völlig überraschend die Meisterschaft der TFF 1. Lig und damit den direkten Aufstieg in die Süper Lig. Im Oktober 2012 wurde Duymuş vom Verein suspendiert.

### Nationalmannschaft
Kürşat Duymuş spielte mehrmals für die türkische U-19 und U-21 Nationalmannschaften.
2004 wurde er erstmals für die zweite Auswahl der türkischen Fußballnationalmannschaft nominiert und kam einmal zum Einsatz. Im gleichen Jahr wurde er zweimal für die erste Auswahl der türkischen Fußballnationalmannschaft und kam zu einem Einsatz.

## Erfolge
- Mit Çaykur Rizespor:
  - Play-off-Sieger der TFF 1. Lig: 1999/00
  - Vizemeisterschaft der TFF 1. Lig: 2002/03
  - Aufstieg in die Süper Lig (2): 1999/2000, 2002/03

- Mit Orduspor:
  - Play-off-Sieger der TFF 1. Lig: 2010/11
  - Aufstieg in die Süper Lig: 2010/11

- Mit Akhisar Belediyespor:
  - Meisterschaft der TFF 1. Lig: 2011/12
  - Aufstieg in die Süper Lig: 2011/12